# Nokere Koerse juniors
La Nokere Koerse juniors est une course cycliste belge qui se déroule au mois de février autour de Nokere, en prélude de la Nokere Koerse. Inscrite au calendrier de l'Union cycliste internationale, elle met aux prises uniquement des coureurs juniors (moins de 19 ans).
L'édition 2020 est annulée en raison du contexte sanitaire lié à l'épidémie de maladie à coronavirus,.

## Palmarès
| Année     | Vainqueur       | Deuxième                 | Troisième       |        |
| --------- | --------------- | ------------------------ | --------------- | ------ |
| 2016      | Arne Marit      | Jasper Philipsen         | Nils Eekhoff    |        |
| 2017      | Arne Marit      | Tom Peeters              | Daan Hoole      |        |
| 2018      | Ilan Van Wilder | Marcus Sander Hansen     | Bas van Belle   |        |
| 2019      | Alex Haines     | Finley Newmark           | Milan Fretin    |        |
| 2020-2021 | annulé          | annulé                   | annulé          | annulé |
| 2022      | Jarno Widar     | Simen Evertsen-Hegreberg | Grega Podlesnik |        |
| 2023      | Jed Smithson    | Lars Vanden Heede        | Žak Eržen       |        |
| 2024      | Seb Grindley    | Xander Scheldeman        | Cédric Keppens  |        |
| 2025      | Thor Michielsen | Henry Hobbs              | Mikkel Weigelt  |        |